# Bożena Nowakowicz-Dębek
Bożena Stanisława Nowakowicz-Dębek – polska inżynier, dr hab. nauk rolniczych, profesor i kierownik Katedry Higieny Zwierząt i Zagrożeń Środowiska Wydziału Nauk o Zwierzętach i Biogospodarki Uniwersytetu Przyrodniczego w Lublinie.

## Życiorys
8 października 1998 obroniła pracę doktorską Zanieczyszczenia niektórych elementów środowiska przez fermy zwierząt futerkowych mięsożernych i roślinożernych, 7 grudnia 2006 habilitowała się na podstawie pracy zatytułowanej Gazowe zanieczyszczenie powietrza w środowisku fermy zwierząt futerkowych i ich wpływ na wybrane wskaźniki fizjologiczne i wyniki produkcyjne lisów polarnych. 19 grudnia 2014 uzyskała tytuł profesora nauk rolniczych. Awansowała na stanowisko profesora nadzwyczajnego w Katedrze Higieny Zwierząt i Zagrożeń Środowiska na Wydziale Biologii, Nauk o Zwierzętach i Biogospodarki Uniwersytetu Przyrodniczego w Lublinie. 
Jest profesorem i kierownikiem w Katedrze Higieny Zwierząt i Zagrożeń Środowiska na Wydziale Nauk o Zwierzętach i Biogospodarki Uniwersytetu Przyrodniczego w Lublinie.
Była prodziekanem na Wydziale Biologii, Nauk o Zwierzętach i Biogospodarki Uniwersytetu Przyrodniczego w Lublinie. 